# Anton Sládek
Anton Sládek (* 13. února 1956, Bratislava) je slovenský fotograf.

## Život a dílo
V letech 1971-1975 studoval u Ľudovíta Absolona a Miloty Havrankové na Škole uměleckého průmyslu (ŠUP), oddělení užité fotografie. V letech 1977-1982 absolvoval vysokoškolské studium na Filmové fakultě Akademie múzických umění (FAMU) v Praze.
Po skončení studia (před vojenskou službou) byl v letech 1982-1983 zaměstnán jako výtvarný redaktor ve vydavatelství  Tatran, v letech 1984-1986 fotografoval pro Slovenské národní divadlo, v roce 1987 pracoval v redakci Mladé rozlety. Od roku 1987 má fotografii jako svobodném povolání. Žije a tvoří v Bratislavě.
Fotografoval pro časopis Dorka, pro vydavatelství Opus, Slovenský spisovateľ a pro několik slovenských divadel. Zároveň se věnuje kreativní fotografii a svá díla prezentoval na několika výstavách v Bratislavě, v Česku, Rakousku, Rumunsku, Německu i Řecku.

## Výstavy
- 1977 Anton Sládek – fotografie (Profil – komorná galéria fotografie pri MDKO, Nám. SNP Bratislava, Transformácie);
- 1981 Fotografie Anton Sládek (kurátorka: Kateřina Klaricová, Katedra fotografie FAMU, Praha);
- 1982 výstava fotografií s džezovou tematikou v rámci Bratislavských džezových dňoch (Park kultúry a oddychu, Bratislava);
- 1985 Anton Sládek: Jazzový portrét (Klub ROH továrne Svit, Gottwaldov /dnešní Zlín/);
- 1986 Jena Šimková – Anton Sládek (Mestský dom kultúry a osvety, Bulharská 60, Bratislava II);
- 1986 Džezové portréty (Žilina);
- 1987 Výstava umeleckej fotografie Jeny Šimkovej a Antona Sládka (Galéria SFVU, Michalská ul., Bratislava);
- 1988 (v prostorách prodejny SFVU-Dielo, Obchodná 27, Bratislava);
- 1990 Anton Sládek – Michal Kern ml. Fotografia (Galéria SFVU, Michalská ul., Bratislava);
- 1997
  - Anton Sládek – fotomontáže (Kultúrne stredisko, Kaštielska ul., Bratislava;
  - Sky Color Foto, Františkánske nám. 3, Bratislava);
  - Svetlo a tieň (Dom Saleziánov, Bratislava – Petržalka);
  - výstava vo foyeri (kurátorka: Juliana Menclová-Tesáková, Divadlo Andreja Bagara, Nitra);
  - Anton Sládek – fotokoláže (Café Galéria, Panská ul., Bratislava);
  - výstava divadelných fotografií (spolu se scénografem Jánem Závarským a kostymérkou Evou Farkašovou (Bukurešť)
- 2002 Anton Sládek Bratislava – Bratislava vor der Haustür (kurátor: Gero Fischer, Galerie auf der Pawlatsche, Institut für Slawistik, Universitäts-Campus, Spitalgasse, Vídeň);

## Knižní publikace
- Bratislava, moja láska (úvod: Vlado Václav), 1999, ISBN 80-968118-4-3
- Obrázky z Bratislavy (text: Štefan Holčík)
- Svetlo a tieň, 2000, ISBN 80-968309-9-6
- Bratislava, prvých 50 krokov (Anton Sládek: foto, František Gyárfáš: básně), 2002, ISBN 80-968739-7-0

## Publikační činnost
- Anton Sládek: Spoluvytvárať niečo nové, Javisko, č. 2, 2002, s. 15